# 25624 Kronecker
25624 Kronecker è un asteroide della fascia principale. Scoperto nel 2000, presenta un'orbita caratterizzata da un semiasse maggiore pari a 2,9946490 UA e da un'eccentricità di 0,1581709, inclinata di 3,90769° rispetto all'eclittica.